# Karmel (tidskrift)
Karmel är en svensk katolsk andlig tidskrift, grundad 1966. Karmel utges av karmeliterna i Tågarp och Glumslöv. Nuvarande (2019) ansvarig utgivare är Charlotte Tabuteau-Harrison.